# Alfie Mawson
Alfie Robert John Mawson (Hillingdon, Inglaterra, Reino Unido, 19 de enero de 1994) es un exfutbolista británico que jugaba de defensa.

## Clubes
| Club                             | País       | Año       |
| -------------------------------- | ---------- | --------- |
| Brentford F. C.                  | Inglaterra | 2012-2015 |
| Maidenhead United F. C. (cedido) | Inglaterra | 2012-2013 |
| Luton Town F. C. (cedido)        | Inglaterra | 2013-2014 |
| Welling United F. C. (cedido)    | Inglaterra | 2014      |
| Wycombe Wanderers F. C. (cedido) | Inglaterra | 2014-2015 |
| Barnsley F. C.                   | Inglaterra | 2015-2016 |
| Swansea City A. F. C.            | Gales      | 2016-2018 |
| Fulham F. C.                     | Inglaterra | 2018-2022 |
| Bristol City F. C. (cedido)      | Inglaterra | 2020-2021 |
| Wycombe Wanderers F. C.          | Inglaterra | 2022-2023 |

## Palmarés

### Campeonatos nacionales
| Título           | Club         | País       | Año  |
| ---------------- | ------------ | ---------- | ---- |
| EFL Championship | Fulham F. C. | Inglaterra | 2022 |